# La Porte aux sept serrures
Pour plus de détails, voir Fiche technique et Distribution.
 (mai 2021).
Si vous disposez d'ouvrages ou d'articles de référence ou si vous connaissez des sites web de qualité traitant du thème abordé ici, merci de compléter l'article en donnant les références utiles à sa vérifiabilité et en les liant à la section « Notes et références ».
La Porte aux sept serrures (titre original : Die Tür mit den sieben Schlössern) est un film franco-allemand réalisé par Alfred Vohrer, sorti en 1962.

## Synopsis
Sir John, le chef de Scotland Yard, est perplexe. Deux personnes ont été assassinées, sans qu'à première vue il y ait un lien entre elles. L'inspecteur Dick Martin et son assistant Holmes s'occupent de l'enquête. Ils tombent sur Pheeny, un malfrat, qui raconte à Martin une histoire étrange d'une porte aux sept serrures qu'il aurait fracturé pour un commanditaire inconnu. Pheeny est retrouvé tué peu après, Martin reçoit le blason d'une famille que Pheeny lui a envoyé juste avant sa mort.
Dans l'habit d'un prêtre tué dans la gare de Londres-Waterloo, on retrouve une lettre destinée à l'avocat Haveloc. Haveloc est l'exécuteur testamentaire du défunt lord Selford, qui (on le saura après) a envoyé une clé à sept de ses connaissances avec laquelle, le jour de la majorité de son fils, ils pourraient ouvrir une porte avec sept serrures dans le caveau familial de Selford, derrière laquelle se trouverait l'héritage de ce fils.
Avec l'aide de la bibliothécaire Sybil Lansdown, l'inspecteur Martin identifie le dessin de Pheeny aux armes de la famille Selford. Avec son assistant, il se rend au château de Selford et rencontre par hasard à la porte Tom Cawler, un ancien gangster, et le docteur Staletti qui parait bizarre.
En revenant du bureau de Haveloc, l'inspecteur Martin revoit Sybil Lansdown, qui lui avoue être la nièce de feu lord Selford. Martin demande son aide à la jeune femme, car elle a reçu par l'ancien jardinier de son oncle une lettre de Lopez Silva qui lui annonce sa venue à Londres, et la met en garde contre un danger imminent pour sa vie. Mais le Lisbonnais est assassiné dans l'avion qui l'amène vers la capitale anglaise. On trouve autour de son cou une chaîne brisée, on lui a enlevé la clé.
Pendant l'interrogatoire des passagers de l'avion, l'inspecteur Martin rencontre un certain Mr Cody et son épouse Emily. Cody s'emmêle dans ses déclarations et suscite la méfiance de l'inspecteur. Son vieil ami Tom Cawler a travaillé pour Cody comme directeur. Il s'avère plus tard qu'il est en fait le neveu d'Emily Cody.
Par une astuce, Emily Cody met Sybil dans un taxi pour l'amener à la porte aux sept serrures. Mais le chauffeur est Mr. Cody qui enlève Sybil pour l'emprisonner dans la villa du couple. Ils veulent la contraindre à signer une renonciation de ses biens et de tout ce qui lui revient en tant qu'héritière de lord Selford.
Lors d'une rixe avec le géant brutal Giacco, Mr Cody se défend avec une mitraillette, tuant sa femme Emily accidentellement, avant d'étrangler Giacco. Sybil Lansdown est délivrée par Tom Cawler avant que Giacco ait pu pénétrer dans le grenier où elle était retenue.
Sybil et Tom se rendent au château de Selford, juste à côté, où le docteur Staletti les conduit dans son laboratoire secret qu'il a aménagé dans la crypte sous la chapelle. Tom Cawler doit être l'objet des prochaines expériences de Staletti.
Mais la police arrive trop tard. L'inspecteur Martin découvre que le cerveau réel des meurtres est Haveloc. Après lui avoir pris la septième clé, on trouve la porte aux sept serrures et parvient à l'ouvrir. Derrière celle-ci, on retrouve l'héritage et le corps assassiné du jeune Lord Selford.

## Fiche technique
- Titre : La Porte aux sept serrures
- Titre original : Die Tür mit den sieben Schlössern
- Réalisation : Alfred Vohrer
- Scénario : Harald G. Petersson, Johannes Kai, Gerhard F. Hummel (de) d'après le roman d'Edgar Wallace, The Door with Seven Locks
- Musique : Peter Thomas
- Décors de plateau : Helmut Nentwig, Siegfried Mews
- Costumes : Anneliese Ludwig
- Photographie : Karl Löb
- Son : Bernhard Reicherts
- Montage : Carl Otto Bartning
- Production : Jacques Leitienne, Horst Wendlandt
- Sociétés de production : Les Films Jacques Leitienne, Rialto Film
- Société de distribution : Constantin Film
- Pays d'origine :  Allemagne de l'Ouest /  France
- Langue : allemand
- Format : Noir et blanc - 1,37:1 - Mono (Spherical)- 35 mm
- Genre : Policier
- Durée : 96 minutes
- Dates de sortie :
  -  Allemagne de l'Ouest : 19 juin 1962
  -  France : 6 février 1963

## Distribution
- Heinz Drache (VF : Bernard Dhéran) : l'inspecteur Dick Martin
- Sabina Sesselmann : Sybil Lansdown
- Eddi Arent (VF : Michel Roux) : Holmes
- Hans Nielsen (VF : Lucien Bryonne) : Warren D. Haveloc
- Gisela Uhlen : Emily Cody
- Pinkas Braun (VF : Gabriel Cattand) : Dr Antonio Staletti
- Werner Peters (VF : Jean Berger) : Bertram Cody
- Klaus Kinski : Pheeny
- Jan Hendriks (VF : Marcel Bozzuffi) : Tom Cawler
- Siegfried Schürenberg (VF : Jean-Henri Chambois) : Sir John
- Friedrich Joloff (de) (VF : René Bériard) : le majordome Burt
- Ady Berber : Giacco

## Autour du film
- Le premier scénario de Johannes Kai prévoyait de tourner des scènes dans des villes exotiques comme Mexico, Tokyo pou Rio de Janeiro, mais Horst Wendlandt a demandé à Harald G. Petersson de le réécrire pour baisser le coût de production.
- Il s'agit de la première adaptation d'un livre d'Edgar Wallace par Rialto Film.
- Le tournage a eu lieu du 26 février au 30 mars 1962. Les plans extérieurs ont été tournés à la gare de Berlin-Tempelhof et au Pfaueninsel. Les images de Londres proviennent d'archives. Les plans en studio ont été tournés dans ceux de l'UFA.
- Heinz Drache joue pour la première fois l'inspecteur Dick Martin, homme actif mais un peu maladroit. Il reprendra ce rôle dans treize autres films.
- Le film attirera trois millions de spectateurs en Allemagne.

## Source de traduction
- (de) Cet article est partiellement ou en totalité issu de l’article de Wikipédia en allemand intitulé « Die Tür mit den sieben Schlössern » (voir la liste des auteurs).